# Король-Солнце (мюзикл)

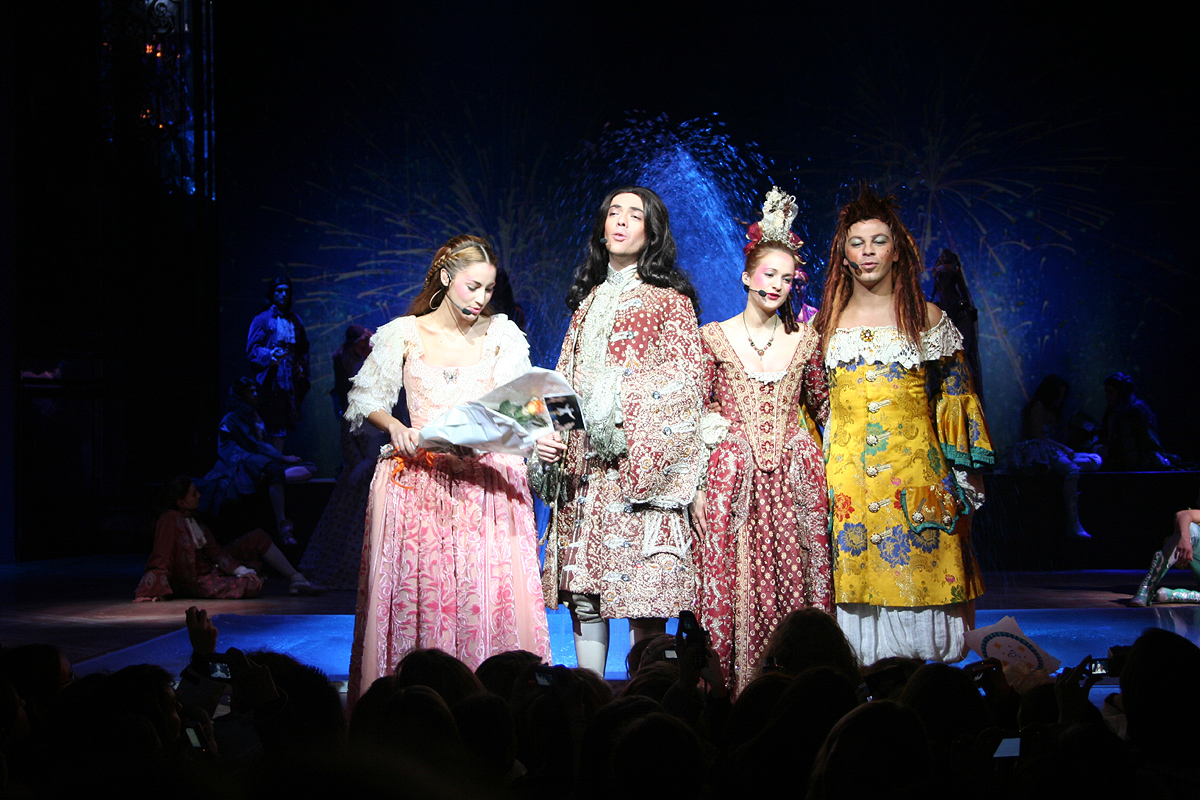
Финальная сцена

«Король Солнце» (фр. Le Roi Soleil) — французский мюзикл, рассказывающий о жизни и страстях короля Франции Людовика XIV. Впервые спектакль был показан 22 сентября 2005 года в Парижском дворце спорта. Процесс постановки спектакля длился два года, а общий бюджет проекта составил 6 миллионов евро.

## Сюжет
Мольер, современник Людовика XIV, повествует о бедственном положении народа, о духе и нравах эпохи. На сцену устремляются участники восстания во главе с герцогом Бофором и его подругой Изабель. Толпу расстреливают из пушек, утопив восстание в крови.
Фрондирующая знать распевает куплеты о кардинале Мазарини и флиртует. Среди гостей — Франсуаза Д’Обинье, которой в шутливом разговоре предсказывают, что она станет женой короля.
Королева Анна Австрийская и Мазарини обеспокоены ситуацией в стране и за её пределами. По мнению матери, Людовик не созрел для правления. Мазарини, однако, верит в будущего короля.
Двор с восторгом приветствует восходящее солнце абсолютной монархии. В числе первых, по праву и по желанию — брат короля, Месье.
В праздничной суете двора Людовик обращает внимание на Марию Манчини, незнатную племянницу кардинала Мазарини. Она дарит королю сначала один, а потом ещё и ещё один танец. Молодые люди открывают свои чувства друг другу с робостью, присущей первой любви. Людовик обещает возлюбленной свою защиту и покровительство.
Страна находится в состоянии непрекращающейся войны, и Людовик решает возглавить действующую армию. На войну его провожает не только Мария, но ещё многие и многие француженки. Французская армия переходит в наступление. Людовик разделяет со своими солдатами все опасности боя, и это заканчивается плохо — в бессознательном состоянии короля доставляют в Париж. Месье в ужасе от перспективы занять место брата и возглавить государство. Неожиданно для всех Людовик выздоравливает, и снова Месье первым свидетельствует своё почтение венценосному брату, получая взамен безграничное расположение короля.
Людовик собирается жениться на Марии. Этому браку решительно противятся. Долг берёт верх над любовью, и Людовик берёт в жены испанскую инфанту. Марию отсылают в Италию.
Умирающий кардинал Мазарини клянётся в вечной преданности своему воспитаннику, советует молодому королю не делиться властью и не заводить министров и фаворитов. Людовик тактично отстраняет мать от участия в государственных делах, отправляет в отставку министров и изрекает сакраментальное «Государство — это я».
Месье представляет ко двору маркизу де Монтеспан. Мадам де Монтеспан становится официальной фавориткой и единственной женщиной, которая после смерти Анны Австрийской имеет влияние на Короля-Солнце. Отличающаяся ревнивым характером она обращается за приворотным зельем к знаменитой колдунье Вуазан. Вуазан требует, чтобы мадам де Монтеспан отслужила чёрную мессу. Любовница короля в ужасе отказывается, однако берёт у колдуньи приворотное зелье.
Франсуазу Д’Обинье рекомендуют в качестве гувернантки для сына короля. Людовик приказывает устроить в Версале празднество. Он не желает слушать протесты своего министра Кольбера. Кольбер обвиняет герцога де Бофора в подстрекательстве к бунту. Людовик приказывает арестовать герцога. Изабель понимает, что навсегда теряет любимого.
Мадам де Монтеспан боится потерять расположение короля и притворно завидует спокойной и тихой жизни, выпавшей на долю Франсуазы.
На вечер запланирован званый ужин, на котором должен присутствовать сам король. Мадам де Монтеспан желает, чтобы их сын вышел поприветствовать отца и повелителя. Франсуаза пытается возразить, но Монтеспан упорствует в своём желании. Франсуаза вынуждена подчиниться. Свидетелем ссоры становится Людовик, который неожиданно выказывает особое уважение Франсуазе, что приводит фаворитку в ярость. Подбадриваемый воспитательницей, мальчик учтиво и с должным почтением приветствует короля, не утаив от него, что хорошими манерами и складной речью он обязан Франсуазе. Идиллическая сцена прерывается падением нетвёрдо стоящего на ногах ребёнка и взрывом ярости де Монтеспан. В притворной заботе она уводит мальчика из комнаты. Людовик замечает, что мальчик очень привязан к своей воспитательнице, и ласковыми словами утешает растерявшуюся от несправедливых упреков Франсуазу.
Мадам де Монтеспан посещает колдунью Вуазан. Фаворитка призывает тёмные силы, обращаясь за помощью к самому Дьяволу. Обряд неожиданно прерывают вооружённые люди во главе с Кольбером. Людовик обвиняет де Монтеспан в предательстве и попытке отравления. Де Монтеспан с жаром отрицает обвинения, но гнев короля слишком велик. Во имя детей он позволяет рыдающей женщине остаться при дворе, но навсегда изгоняет её из своей спальни.
Между тем, пришло время грандиозного версальского праздника. Признанным законодателем мод на увеселения при дворе является Месье. За весёлый нрав, готовность признать собственные грешки и простить чужие, Людовик провозглашает брата Министром развлечений.
Людовик пишет Франсуазе письмо. Она отвечает ему признанием в собственной любви. Людовик предлагает Франсуазе разделить с ним трон и обещает «уладить разногласия с Богом», но Франсуаза отказывает королю, напоминая ему о необходимости выбрать королеву, которая займёт место покойной первой супруги Людовика. Оглядываясь на прожитые годы, Людовик понимает, что именно такой нежной и чистой девушки ему не хватало рядом все эти годы. Отвергнув морганатические партии, король берёт Франсуазу в жены перед богом и людьми, обретая, наконец, семейное счастье.
Подводя итоги, Мольер в очередной раз напоминает о величии Короля-солнца, которое было создано, в том числе, и людьми, которые жили во времена его царствования. На один волшебный вечер он готов воскресить этих блистательных персонажей — Людовика и его окружение — с тем, чтобы они ещё раз спели для уважаемых зрителей на фоне инсталляции, символизирующей знаменитый версальский фонтан.

## Актёры
- Эмманюэль Муар — Людовик XIV
- Анн-Лор Жирбаль — Мария Манчини
- Кристоф Маэ — Филипп I Орлеанский, брат короля Людовика XIV
- Каталин Андрия — Франсуаза д'Обинье
- Мерван Рим — Франсуа де Бофор
- Лиза Ансальди — маркиза де Монтеспан
- Виктория Петросийо — Изабель

## Дублёры
Эммануэль Даль  — Людовик XIV
Лидия Дожканс — Мадам де Монтеспан
Вирджил Ледрефф  — Франсуа де Бофор
Блондин Аггери — Мария Манчини, Франсуза д'Обинье и Изабель

## Песни
| Название песни                          | Исполнитель                         |
| --------------------------------------- | ----------------------------------- |
| Acte I                                  |                                     |
| 1 Prélude versaillais (instrumental)    |                                     |
| 2 Contre ceux d’en haut                 | M. Rim feat. V. Petrosillo          |
| 3 Qu’avons-nous fait de vous?           | V. Petrosillo feat. M. Rim          |
| 4 Je serai lui                          | C. Andria                           |
| 5 Être à la hauteur                     | E. Moire                            |
| 6 Ça marche                             | C. Maé                              |
| 7 Où ça mène quand on s’aime            | A.-L. Girbal, E. Moire              |
| 8 Encore du temps                       | V. Petrosillo, A.-L. Girbal         |
| 9 Requien Aeternam                      | V. Petrosillo, M. Rim, A.-L. Girbal |
| 10 A qui la faute                       | C. Maé                              |
| 11 Je fais de toi mon essentiel         | E. Moire feat. A.-L. Girbal         |
| 12 S’aimer est interdit                 | A.-L. Girbal, E. Moire              |
| Acte II                                 |                                     |
| 1 Repartir                              | M. Rim, V. Petrosillo, C. Andria    |
| 2 Le ballet des planètes (instrumental) |                                     |
| 3 Pour arriver à moi                    | E. Moire                            |
| 4 Un geste de vous                      | L. Ansaldi, C. Maé feat. E.Moire    |
| 5 Le bal des monstres (instrumental)    |                                     |
| 6 Entre ciel et terre                   | M. Rim, V. Petrosillo               |
| 7 Alors d’accord                        | C. Andria                           |
| 8 J’en appelle                          | L. Ansaldi                          |
| 9 L’arrestation (instrumental)          |                                     |
| 10 Personne n’est personne              | V. Petrosillo, C. Andria            |
| 11 Et vice Versailles                   | C. Maé feat. E. Moire               |
| 12 La vie passe                         | E. Moire, C. Andria                 |
| 13 Tant qu’on rêve encore               | вся труппа                          |